# Flag (film, 1987)
Pour les articles homonymes, voir Flag.
Pour plus de détails, voir Fiche technique et Distribution.
Flag est un film franco-canadien réalisé par Jacques Santi, sorti en 1987.
C'est le seul film, en tant que réalisateur, de l'acteur Jacques Santi, mort quelques mois après sa sortie.

## Synopsis
Flambeur repenti, Simon est inspecteur principal à la brigade de répression du banditisme dirigée par son ami Pierre Tramoni. Pierre est brillant et veut aller loin. Simon n'a pas d'ambition et une seule passion : le jeu. Depuis quelques mois, Simon cherche à prendre en flagrant délit les frères Djian, de jeunes et dangereux braqueurs. Il échoue mais découvre par l’intermédiaire d’un indicateur des liens étranges entre Pierre et les Djian, au cours de son enquête qui le conduit de nouveau dans les salles de jeu. Lorsque les Djian tombent enfin, la trahison du commissaire Tramoni est révélée....

## Fiche technique
- Titre : Flag
- Réalisation : Jacques Santi
- Assistant réalisateur : Michel Thibaud
- Scénario : Simon Michaël, Jacques Santi et Tansou
- Photographie : François Protat
- Musique : Jean-Pierre Mas
- Montage : Françoise Javet
- Pays d'origine :  France -  Canada
- Durée : 101 min
- Date de sortie : 7 octobre 1987
- Affiche : Jouineau Bourduge (France)

## Distribution
- Richard Bohringer  : L'inspecteur Simon
- Pierre Arditi : Le commissaire Pierre Tramoni
- Philippine Leroy-Beaulieu : Fanny
- Julien Guiomar : Léon Terzakian
- Anne Létourneau : Josy
- Philippe Pouchain : Sax
- Donald Pilon : Sabiani
- Smaïn : Abdel
- Agop : Le manouche
- Anne Aor : Sylvie Tramoni
- Philippe Alexandre : Le joueur fou
- Jenny Astruc : Françoise
- Serge Bary : Dupuis
- Philippe Besson : Paulo Djian
- Max-Henri Boulois : Martial
- Charly Chemouny : Nénesse
- Laurent Gendron : Tintin
- Jeanne Herviale : La grand-mère de Nénesse
- Jean-Marie Juan : Olivier
- Isabelle Kloucowski : La mère de Léon
- Georges Lycan : Le second "Yougo"
- Smaïl Mekki : Muller
- Michel Melki : Maurice
- René Migliascio : Le barman
- Jacques Mignot : Colona
- Jean-Paul Muel : André Attal
- Guy Pannequin : Le premier "Yougo"
- Patrick Poivey : Rouvier
- Jean-Luc Porraz : Jeannot
- Philippe Sfez : Gaby Dijan
- Benoît Théberge : Le brigadier
- Ilanit Levy : La fille de Tramoni
- Maxime Mansion : Le fils de Tramoni
- Simon Michaël : L'homme arrêté (non crédité)
- Georges Trillat
- James Arch
- Claude Baruet
- Charly Dalin
- Jacqueline Rouillard